# Grăniceri, Timiș
Grăniceri (mai demult Ciavoș, sârbă Граничари, germană Tschawosch, Lichtenwald, maghiară Csávos) este un sat în comuna Giera din județul Timiș, Banat, România. Aparține de comuna Giera și are o populație de 247 locuitori (2002).

## Legături externe

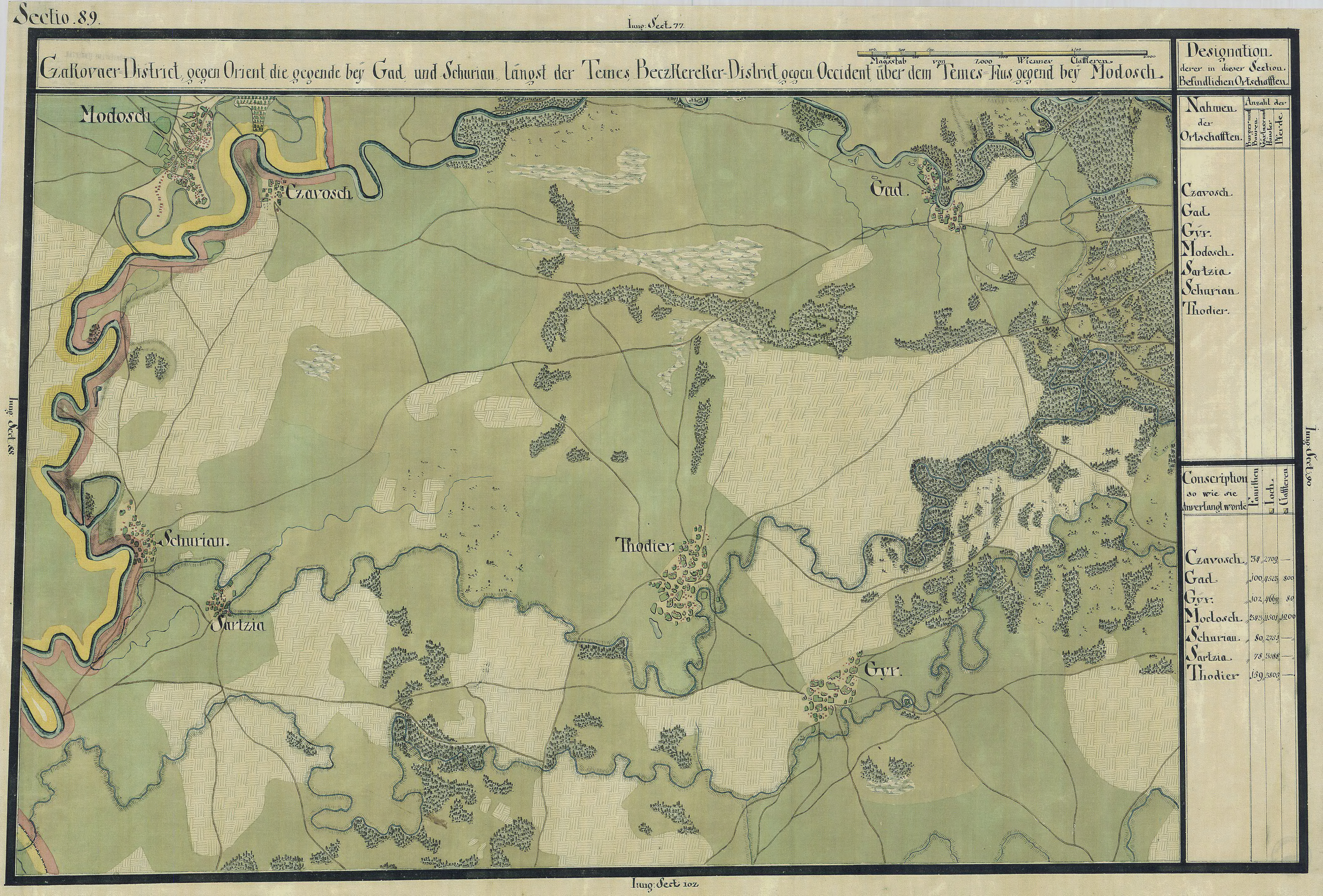
Grăniceri în Harta Iosefină a Banatului, 1769-72